# Friedrich von Veterani
Friedrich Ambros Veterani (né en 1643 dans le duché d'Urbin et mort le 21 septembre 1695 près de Lugoj) est un General der Kavallerie autrichien.

## Biographie
De naissance italienne, il intègre l'armée impériale dans sa jeunesse. Au cours du second siège de Vienne, le colonel défend avec mille cuirassiers un pont du Danube. Après la grande guerre turque, il participe à plusieurs campagnes. En 1684, il se distingue sous le commandement du maréchal Antonio Caraffa lors de la bataille pour la forteresse de Nové Zámky, où il libère des régiments prisonniers d'Imre Thököly. L'année suivante, Veterani contribue à la prise de Prešov et est fait Generalfeldwachtmeister. En 1686, il prend Szeged. En 1688, il marche avec ses troupes sous le commandement de Louis-Guillaume de Bade-Bade le long de la rive droite du Danube jusqu'à Belgrade. Durant la bataille de Vidin en 1689, il est blessé par une balle de mousquet puis dirige la prise de Nice. Le 16 août 1690, il est nommé General der Kavallerie. Il succède à Guido Starhemberg auprès de Louis-Guillaume de Bade-Bade.
En 1691, Veterani s'empare de la forteresse de Lipova afin d'établir la défense de la Transylvanie contre les Turcs qui commettent plusieurs attaques. Il les chasse à chaque fois et occupe le Banat, il fortifie Caransebeș et Orşova. En septembre 1695, il prend le commandement de Lugoj où se trouvent sept régiments de cavalerie (environ 6 500 hommes) et 800 fantassins dans l'attente d'une invasion des Turcs. Veterani est impuissant face à des ennemis dix fois plus nombreux. Il est grièvement blessé, ses soldats essaient de le retirer du champ de bataille, mais il est rattrapé et tué. Son corps est décapité, sa tête est amenée au sultan Moustapha II qui demande l'enterrement de son corps sur place.
Pendant son règne, l'empereur François-Joseph célèbre son souvenir. Il fait élever une statue au musée d'histoire militaire de Vienne. La statue est créée en 1867 par le sculpteur Karl Costenoble, elle est consacrée par l'empereur lui-même.